# تپه دورناچی‌تپه‌سی ۲
تپه دورناچی تپه سی ۲ در شهرستان آوج، بخش مرکزی شهرستان آوج روستای لک واقع شده و این اثر در تاریخ ۱۹ اسفند ۱۳۸۰ با شمارهٔ ثبت ۴۹۴۵ به‌عنوان یکی از آثار ملی ایران به ثبت رسیده است.